# Estação Santo Domingo Savio
A Estação Santo Domingo Savio é uma das estações do Metrocable de Medellín, situada em Medellín, entre a Estação Popular e a Estação Arví. Administrada pela Empresa de Transporte Masivo del Valle de Aburrá Limitada (ETMVA), é uma das estações terminais da Linha K e da Linha L.
Foi inaugurada em 7 de agosto de 2004. Localiza-se no cruzamento da Carrera31 com a Carrera 31a. Atende o bairro Santo Domingo Savio N° 1, situado na comuna de Popular.